# Miradores
Miradores är ett samhälle i Mexiko.   Det ligger i kommunen Pánuco och delstaten Veracruz, i den östra delen av landet, 300 km norr om huvudstaden Mexico City. Miradores ligger 9 meter över havet och antalet invånare är 225.
Terrängen runt Miradores är mycket platt. Runt Miradores är det ganska glesbefolkat, med 32 invånare per kvadratkilometer. Närmaste större samhälle är Cuauhtémoc, 16,7 km nordost om Miradores. 